# Estructura d'una aeronau

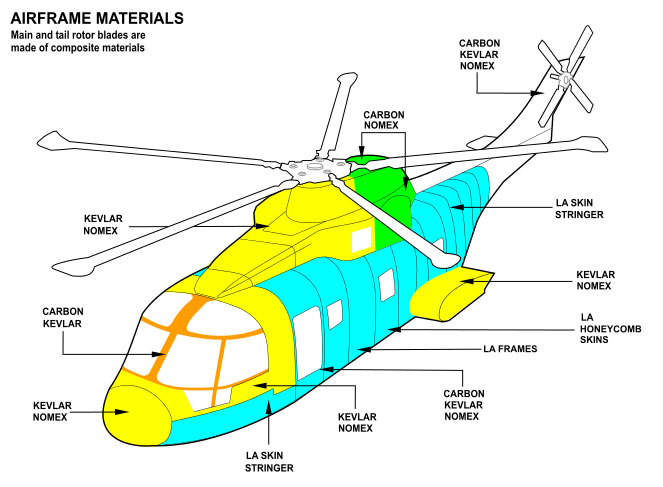
Diagrama de l'estructura d'un helicòpter AgustaWestland AW101.

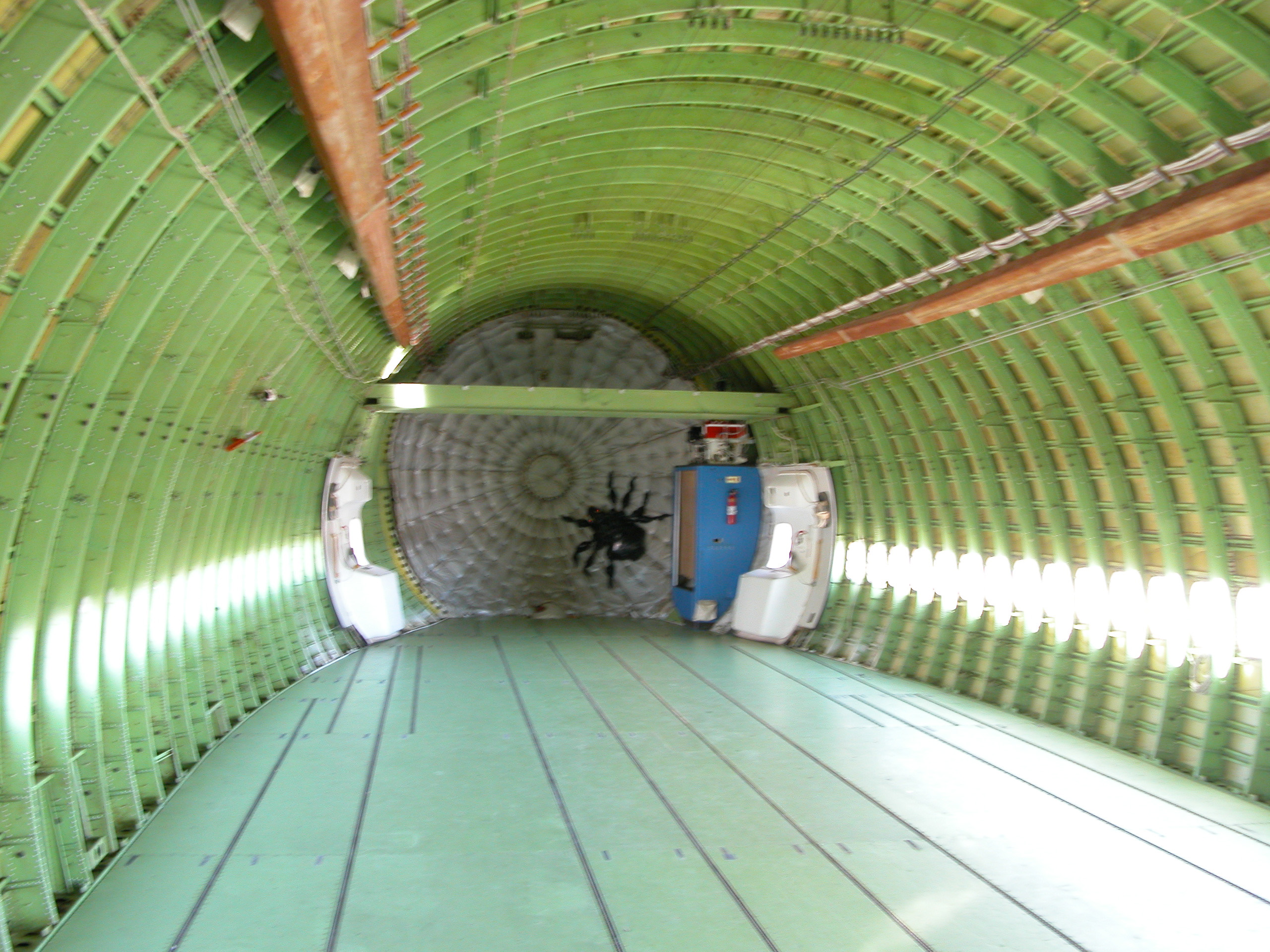
Interior de l'estructura d'un Boeing 747.

En aeronàutica els termes  cèl·lula  o  estructura  es refereixen a l'estructura mecànica d'una aeronau i, com generalment s'utilitza, no inclou el sistema de propulsió. El disseny del grup estructural d'una aeronau és un camp de l'enginyeria que combina aerodinàmica, tecnologia de materials i mètodes de fabricació per aconseguir una bona relació pel que fa al rendiment, fiabilitat i cost.